# José Câmnate na Bissign
José Câmnate na Bissign (Mansoa, 28 de maio de 1953) é o primeiro bispo católico nascido na Guiné-Bissau e bispo emérito de Bissau.

## Biografia
Foi ordenado sacerdote em Bissau, em 31 de dezembro de 1982, com 29 anos. Após a morte de Settimio Ferrazzetta, ele foi nomeado o segundo bispo da Diocese de Bissau, em 15 de outubro de 1999.
Sua sagração episcopal ocorreu em 12 de fevereiro de 2000, sendo consagrante principal Jean-Paul Aimé Gobel, Arcebispo Titular de Calatia, e co-consagrantes Paulino do Livramento Évora, bispo de Santiago de Cabo Verde, e Pierre Sagna, bispo de São Luís do Senegal.
Foi principal consagrante de Dom José Lampra Ca, seu bispo auxiliar, e principal co-consagrante de Carlos Pedro Zilli e Arlindo Gomes Furtado.
Mons. na Bissign esteve envolvido no diálogo entre os diferentes grupos políticos e religiosos da Guiné-Bissau. Foi um dos principais defensores da Comissão Justiça e Paz e do Conselho para o diálogo ecumênico, inter-religioso e para a promoção da dignidade humana.
Foi Vice-Presidente da Conferência Episcopal Regional do África Ocidental (2016-) e Presidente da Conferência Episcopal de Senegal, Mauritânia, Cabo Verde e Guiné-Bissau (2017-).
O Papa Francisco aceitou a sua renúncia em 11 de julho de 2020, por motivos de saúde.